# Menemenspor
Menemenspor Kulübü w skrócie Menemenspor – turecki klub piłkarski, grający w trzeciej lidze tureckiej, mający siedzibę w mieście Izmir.

## Stadion
Domowe mecze klub rozgrywa na stadionie o nazwie Menemen İlçe Stadyumu, położonym w mieście Izmir. Stadion może pomieścić 5000 widzów.

## Skład na sezon 2019/2020
| Nr | Poz. | Piłkarz                             |
| -- | ---- | ----------------------------------- |
| 1  | BR   | Gentian Selmani                     |
| 2  | PO   | Yusuf Talum (wypożyczony z Göztepe) |
| 3  | PO   | Ömer Sahbas                         |
| 5  | OB   | Jasmin Trtovac                      |
| 6  | PO   | Taskin Calis                        |
| 7  | PO   | Mustafa Cecenoglu                   |
| 8  | PO   | Muhammed Ali Dogan                  |
| 9  | NA   | Ali Özgün                           |
| 12 | NA   | Sikiru Olatunbosun                  |
| 14 | NA   | Rasheed Akanbi                      |
| 17 | PO   | Özkan Yıldırım                      |
| 19 | NA   | Murat Elkatmis                      |
| 20 | PO   | Selim Aydemir                       |
| 21 | OB   | Canberk Aydin                       |

| Nr | Poz. | Piłkarz                                        |
| -- | ---- | ---------------------------------------------- |
| 23 | PO   | Mehmet Boztepe                                 |
| 25 | PO   | Murat Erdemir                                  |
| 33 | BR   | Amir Güren                                     |
| 44 | BR   | Erhan Aslan                                    |
| 50 | OB   | Ali Keten                                      |
| 52 | NA   | Tayfun Aydogan                                 |
| 55 | OB   | Ercan Coşkun                                   |
| 63 | PO   | Henry Onoka                                    |
| 66 | OB   | David Domgjoni                                 |
| 77 | NA   | Samed Kaya (wypożyczony z Göztepe)             |
| 88 | OB   | Rıdvan Koçak                                   |
| 92 | OB   | Furkan Bayir                                   |
| 98 | PO   | Harun Kavaklıdere (wypożyczony z Antalyasporu) |
| 99 | NA   | Hüseyin Çolak                                  |

## Reprezentanci kraju grający w klubie
Stan na luty 2020
| - Gökhan Ünal - Barış Yardımcı | - Sikuru Olatunbosun |